# Scenes of a Sexual Nature
Scenes of a Sexual Nature es una película de 2006 dirigida por Ed Blum. Está interpretada por Ewan McGregor, entre otros.

## Producción
Fue filmada con un presupuesto mínimo (estimado a £260.000).

## Recepción
Tuvo críticas mixtas, con un 40% en Rotten Tomatoes.